# 영빈
영빈(본명: 김영빈, 한국 한자: 金永彬, 1993년 11월 23일~)은 대한민국의 남자 가수이다.

## 생애
- FNC 엔터테인먼트의 9인조 보이그룹 SF9의 멤버로 리더, 리드래퍼, 리드댄서를 담당하고 있다.

캐치프레이즈는 리더, 이모티콘은 🍀 (네잎클로버). 어머니가 유일하게 쓰시는 이모티콘이기도 하고, 판타지에게 행운과 행복을 주고 싶어서 선택했다고 한다.

## 데뷔 전
- 2014 드라마 tvN 《로맨스가 필요해 3》에서 '영빈' 역으로 출연
- 2014 MV 홍대광 <고마워 내사랑> MV 출연
- 2016 FNC 신인 육성 시스템 NEOZ 댄스팀 1기로 공개
- 2016 드라마 MBC every1, 네이버 TV 웹드라마 《클릭 유어 하트》에서 '김영빈' 역으로 출연
- 2016 예능 Mnet <d.o.b : Dance or Band>에서 댄스팀으로 출연

## 예능
- 2022 MBC 서프라이즈 : 비밀의방 게스트 역
- 2020 SBS 진짜 농구, 핸썸타이거즈
- 2019 히스토리 뇌피셜 타노스를 박살낼 어벤져스: 엔드게임의 키플레이어는 누구?! 굿토커 역

## 학력
- 호성초등학교 (졸업)
- 호성중학교 (졸업)
- 신성고등학교 (졸업)
- 동서울대학교 실용무용과 (중퇴)
- 숭실사이버대학교 엔터비즈니스학과 (재학)

## 앨범
- Agitpunkt 2019/12/24 Lyrics by 영빈
- Composed by slyberry, 김진형, 임세라, 영빈 사운드클라우드 아이콘
- RAIN DROP 2020/08/16 Lyrics by 영빈
- 2022/02/10 Lyrics by 영빈
- Composed by SlyBerry, DJ Kayvon
- Arranged by SlyBerry, DJ Kayvon

## 드라마
- 2016 MBC every1 로고(20... 클릭 유어 하트 김영빈 역
- 2021 웹드라마 버블업 김세운 역